# بوهدان بوندارينكو
بوهدان بوندارينكو (بالأوكرانية: Бондаренко Богдан Вікторович) مواليد 30 أغسطس 1989 في خاركيف، هو رياضي أوكراني في ألعاب قوى متخصص في قفز عالي. أفضل رقم شخصي له هو 2.42 م. شارك في دورة الألعاب الأولمبية. سبق أن فاز بالميدالية الذهبية في بطولة أوروبا لألعاب القوى وكأس القارات لألعاب القوى.

## سجل المنافسة
| العام         | المسابقة                                      | المكان                  | المركز        | ملاحظة        |               |
| يمثل أوكرانيا | يمثل أوكرانيا                                 | يمثل أوكرانيا           | يمثل أوكرانيا | يمثل أوكرانيا | يمثل أوكرانيا |
| ------------- | --------------------------------------------- | ----------------------- | ------------- | ------------- | ------------- |
| 2006          | بطولة العالم للناشئين لألعاب القوى 2006       | بكين، الصين             | 3             | 2.26 م        |               |
| 2007          | بطولة أوروبا لألعاب القوى للناشئين 2007       | هينجيلو، هولندا         | 9             | 2.14 م        |               |
| 2008          | بطولة العالم للناشئين لألعاب القوى 2008       | بيدغوشتش، بولندا        | 1             | 2.26 م        |               |
| 2009          | بطولة أوروبا لألعاب القوى داخل الصالات 2009   | تورينو، إيطاليا         | 9             | 2.20 م        |               |
| 2011          | بطولة أوروبا لألعاب القوى تحت 23 سنة 2011     | أوسترافا، التشيك        | 1             | 2.30 م        |               |
| 2011          | ألعاب جامعية صيفية 2011                       | شنجن، الصين             | 1             | 2.28 م        |               |
| 2011          | بطولة العالم لألعاب القوى 2011                | دايغو، كوريا الجنوبية   | 15            | 2.28 م        |               |
| 2012          | بطولة أوروبا لألعاب القوى 2012                | هلسنكي، فنلندا          | 11            | 2.29 م        |               |
| 2012          | ألعاب القوى في الألعاب الأولمبية الصيفية 2012 | لندن، المملكة المتحدة   | 7             | 2.29 م        |               |
| 2013          | بطولة أوروبا للفرق 2013                       | جيتشيد، بريطانيا العظمى | 1             | 2.28 م        |               |
| 2013          | بطولة العالم لألعاب القوى 2013                | موسكو، روسيا            | 1             | 2.41 م        |               |
| 2014          | بطولة أوروبا لألعاب القوى 2014                | زيورخ، سويسرا           | 1             | 2.35 م        |               |
| 2014          | كأس القارات لألعاب القوى 2014                 | مراكش، المغرب           | 1             | 2.37 م        |               |
| 2015          | بطولة العالم لألعاب القوى 2015                | بكين                    | 2             | 2.33 م        |               |

## روابط خارجية
- بوهدان بوندارينكو على موقع الاتحاد الدولي لألعاب القوى (الإنجليزية)
- بوهدان بوندارينكو على موقع الاتحاد الأوروبي لألعاب القوى (الإنجليزية)
- بوهدان بوندارينكو على موقع الدوري الماسي (الإنجليزية)
- بوهدان بوندارينكو على موقع اللجنة الأولمبية الدولية (الإنجليزية)
- بوهدان بوندارينكو على موقع أوليمبيديا (الإنجليزية)